# Lista de recordes mundiais da Biologia
Esta é uma Lista de recordes mundiais da Biologia
| Critério                                              | Recorde                                                                         | Nacionalidade                                                        | Ano                   | Detalhes | Ref    | Imagem |
| ----------------------------------------------------- | ------------------------------------------------------------------------------- | -------------------------------------------------------------------- | --------------------- | --- | ------ | ------ |
| Maior estrutura feita unicamente por organismos vivos | Grande Barreira de Coral                                                        | Situa-se entre as praias do nordeste da Austrália e Papua-Nova Guiné |                       | possui 2.300 quilômetros de comprimento, com largura variando de 20 km a 240 km. | [ 1 ]  |        |
| Maior ser vivo                                        | Cogumelo-do-mel (Armillaria ostoyae)                                            |                                                                      |                       | Este fungo cobre uma área de 8,9 km² (equivalente a 220 campos de futebol) | [ 2 ]  |        |
| Menor ser vivo                                        | Micoplasmas (Pleuropneumoniae Lique Organisms)                                  |                                                                      |                       | Mede cerca de 0,3 {\displaystyle \mu }m = {\displaystyle 0,3\times 10^{-6}} m |        |        |
| Maior sequência de genoma já encontrada               | Paris japonica                                                                  |                                                                      |                       | O genoma da planta Paris japonica pesa 152,23 picogramas.A planta tem 150 bilhões de pares de base e o dos seres humanos, apenas com três bilhões. | [ 3 ]  |        |
| Árvore mais velha (conhecida)                         | Matusalém (Pinus longaeva)                                                      | Montanhas White Mountains, · Califórnia, Estados Unidos              | Estimado em 2832 A.C. | Tinha 4.789 anos de idade quando Edmund Schulman e Tom Harlan tiraram uma amostra sua, em 1957. É também o organismo não-clone mais velho do mundo — 4.842 anos em 2011. | [ 4 ]  |        |
| Maior árvore (porte)                                  | Sequoia-gigante (Sequoiadendron gigantea)                                       |                                                                      |                       | Medidas recordes de sequoias como 94,8 metros de altura e 17 metros de diâmetro já foram reportadas | [ 5 ]  |        |
| Maior árvore (altura)                                 | Eucalipto Australiano (Eucalyptus amygdalina)                                   |                                                                      |                       | Podem atingir até 150 m de altura | [ 6 ]  |        |
| Árvore mais volumosa                                  | General Sherman (árvore)                                                        |                                                                      |                       | 1487 m³ | [ 7 ]  |        |
| Árvore com a maior circunferência                     | Árbol del Tule (Mucronatum Taxodium)                                            |                                                                      |                       | Seu tronco tem 58,00 m de circunferência e 14,05 m de diâmetro. A sua altura é de 42 m, o seu volume total é de 816,829 m³ e estima-se o peso em 636.107 kg. | [ 8 ]  |        |
| Maior cajueiro                                        | Cajueiro de Pirangi                                                             | Brasil                                                               |                       | A árvore cobre uma área de aproximadamente 8500 m²,[1] com um perímetro de aproximadamente 500 m e produz cerca de 70 a 80 mil cajus na safra, o equivalente a 2,5 toneladas | [ 9 ]  |        |
| Maior animal                                          | Baleia-azul (Balaenoptera musculus)                                             |                                                                      |                       | Houve o caso de uma baleia morta achada em uma praia por pescadores media 36,6 metros e pesava 390 toneladas. | [ 10 ] |        |
| Maior animal terrestre                                | Elefante-africano (Loxodonta spp.)                                              |                                                                      |                       | Pode chegar a pesar até 7 toneladas, sendo que o mais pesado já achado estava morto e pesava 12 toneladas. | [ 11 ] |        |
| Maior verme                                           | Lineus longissimus                                                              |                                                                      |                       | atinge até 30 metros de comprimento! | [ 12 ] |        |
| Animal mais alto                                      | Girafa (Giraffa spp.)                                                           |                                                                      |                       | Pode ter de 4 a 7 metros de altura. | [ 13 ] |        |
| Animal terrestre mais rápido                          | Guepardo (Acinonyx jubatus)                                                     |                                                                      |                       | Alcança 110 km por hora em apenas quatro segundos | [ 14 ] |        |
| Animal bípede mais rápido                             | Avestruz (Struthio camelus)                                                     |                                                                      |                       | a velocidade máxima de um avestruz de 65 kg é de 55,4 km/h | [ 15 ] |        |
| Mamífero mais lento                                   | Preguiça-de-bentinho (Bradypus tridactylus)                                     |                                                                      |                       | Move-se no solo a uma velocidade de 2,2 metros por hora. |        |        |
| Maior ave já existente                                | Moa (Dinornis novaezealandiae)                                                  |                                                                      |                       | Poderia atingir cerca de três metros de altura e 250 kg de peso | [ 16 ] |        |
| Ave mais veloz em terra                               | Avestruz (Struthio camelus)                                                     |                                                                      |                       | Atinge os 80 km/h. |        |        |
| Ave que nada mais rápido                              | Pinguim-gentoo (Pygoscelis Papua)                                               |                                                                      |                       | Atinge a velocidade de 27 km/h. |        |        |
| Ave que mergulha a maior profundidade                 | Pinguim-imperador (Aptenodytes Forsteri)                                        |                                                                      |                       | É capaz de mergulhar a 255 m (há citações de 483 m) de profundidade aguentando a respiração durante 5 a 18 minutos, atingido velocidades da ordem dos 40 km/h. |        |        |
| Ave que põe o maior ovo                               | Avestruz (Struthio camelus)                                                     |                                                                      |                       | Seu ovo tem cerca de 20 centímetros de comprimento e pesa em média 1,5 quilo, mas, segundo o livro dos recordes Guinness, o maior já encontrado tinha incríveis 2,48 quilos! Apesar disso, a avestruz é a ave que põe o menor ovo em relação ao seu tamanho: o ovo tem apenas 1,5% do peso da fêmea | [ 17 ] |        |
| Ave que põe o menor ovo                               | Beija-flor (Mellisuga minima)                                                   |                                                                      |                       | Ovinhos que medem menos do que 10 milímetros. O peso de um ovo do beija-flor é inferior a 1 grama: o ovinho tem, em média, 0,365 grama | [ 17 ] |        |
| Animal aéreo mais rápido                              | Falcão-peregrino (Falco peregrinus)                                             |                                                                      |                       | 350 km por hora | [ 18 ] |        |
| Animal aéreo mais lento                               | Becada americana (Scolopax Minor)                                               |                                                                      |                       | Voa a uma velocidade de 8 km/h |        |        |
| Inseto que voa mais rápido                            | Mutuca (Hybomitra Hinei Wrighti)                                                |                                                                      |                       | Atinge a velocidade de 145 km/h. O segundo é a libélula australiana Austrophlebia Costalis que atinge os 90 km/h. |        |        |
| Animal aquático mais rápido                           | agulhão-vela (Istiophorus platypterus)                                          |                                                                      |                       | 114 km por hora | [ 19 ] |        |
| Voo mais alto                                         | Grifo-de-rüppell (Gyps rueppellii)                                              |                                                                      |                       | Um grifo-de-rüppell colidiu com um avião, a uma altitude de 11.300 m, na Costa do Marfim em 1973 | [ 20 ] |        |
| Voo mais longo                                        | Fuselo (Limosa lapponica)                                                       |                                                                      |                       | Em nove dias, ele voou 11.500 quilômetros a partir do Alasca à Nova Zelândia sem parar para comer ou beber. | [ 21 ] |        |
| Animal que bate as asas mais rápido                   | Chifre-de-ouro (Heliactin cornuta)                                              |                                                                      |                       | Bate suas asas a uma velocidade de 90 vezes por segundo, 5.400 vezes por minuto. |        |        |
| Animal mais forte                                     | Besouro-rinoceronte (Oryctes rhinoceros)                                        |                                                                      |                       | Consegue levantar 850 vezes o próprio peso | [ 22 ] |        |
| Gestação mais longa                                   | Salamandra-negra-dos-alpes (Salamandra atra)                                    |                                                                      |                       | 3 anos, quanto maior for a altitude onde habita | [ 23 ] |        |
| Gestação mais curta                                   | Bandicut de nariz curto (')                                                     |                                                                      |                       | 12 dias |        |        |
| Mamífero mais prolífico                               | Tenrec ecaudatus (')                                                            |                                                                      |                       | Pode parir de uma só vez 32 filhotes. |        |        |
| Maior olho                                            | Lula-gigante (Architeuthis dux)                                                 |                                                                      |                       | 30 cm de diâmetro | [ 24 ] |        |
| Maior envergadura                                     | Albatroz-errante (Diomedea exulans)                                             |                                                                      |                       | 3,5 m de comprimento | [ 25 ] |        |
| Maior peixe                                           | Tubarão-baleia (Rhincodon typus)                                                |                                                                      |                       | Pode até cerca de 20 m e pesar mais de 12 toneladas | [ 26 ] |        |
| Maior inseto                                          | Phobaeticus chani                                                               |                                                                      |                       | 567 mm | [ 27 ] |        |
| Maior besouro                                         | Titanus giganteus                                                               |                                                                      |                       | Pode atingir até 22 cm de comprimento | [ 28 ] |        |
| Maior mariposa                                        | Mariposa-imperador (Thysania agrippina)                                         |                                                                      |                       | 30 cm de uma asa a outra |        |        |
| Maior aracnídeo                                       | Aranha-caçadora-gigante e Aranha-golias-comedora-de-pássaro (Theraphosa blondi) |                                                                      |                       | 30 cm de um extremo ao outro |        |        |
| Escavador mais rápido                                 | Toupeira (Talpidae)                                                             |                                                                      |                       | A toupeira pode escavar até 5 metros cúbicos por hora |        |        |
| Animal mais ruidoso                                   | Baleia-azul (Balaenoptera musculus)                                             |                                                                      |                       | É capaz de emitir sons mais fortes do que um avião a jato. |        |        |
| Inseto mais ruidoso                                   | Cigarra (Balaenoptera musculus)                                                 |                                                                      |                       | Podem ser ouvidas a 400 metros de distância |        |        |
| Animal mais dorminhoco                                | Coala (Phascolarctos Cinereus)                                                  |                                                                      |                       | Passa 22 horas do dia dormindo |        |        |
| Recordista em salto de altura                         | Suçuarana (Felis Concolor)                                                      |                                                                      |                       | Atinge em salto os 4 metros de altura. Grilos e gafanhotos podem saltar a 2 metros de altura. O maior salto sem impulso prévio é o da gazela saltadora, Antidorcas Marsupialis, que pode dar saltos de 3 metros de altura.                                                                          |        |        |
| Recordista em salto de altura (proporcionalmente)     | Cigarrinha (Cicadellidae)                                                       |                                                                      |                       | Este minúsculo inseto tem meros 6 milímetros de comprimento, mas pode catapultar-se até 70 centímetros para o alto |        |        |
| Recordista em salto em distância (proporção)          | Philaenus Spumarius                                                             |                                                                      |                       | Em relação a seu peso, o recorde é do Philaenus Spumarius, um inseto homóptero de 6 mm que é capaz de saltar uma distância de 60–70 cm. A pulga, com 1 a 4 mm é capaz de saltar 30 cm. |        |        |
| Recordista em salto em distância                      | Antílope                                                                        |                                                                      |                       | O antílope pode dar saltos que superam os 9 metros. Também o canguru pode dar saltos de 9 metros de distância e 3,30 metros de altura. |        |        |
| Animal selvagem que mais mata humanos                 | Cobras                                                                          |                                                                      |                       | As mais de 3.000 espécies de cobras existentes matam mais de 120.000 humanos por ano. | [ 29 ] |        |
| Animal mais venenoso                                  | Aranha Armadeira (Phoneutria sp)                                                |                                                                      |                       | Injeta um veneno no seu sistema nervoso central muito neurotóxico, podendo em minutos lhe matar. |        |        |
| Mais inteligente, depois do homem                     | Golfinho-comum-de-bico-curto (Delphinus Delphis)                                |                                                                      |                       | É capaz de comunicar-se mediante uma linguagem de sons. |        |        |
| Animal que enxerga mais longe                         | Águia-de-asa-redonda                                                            |                                                                      |                       | Enxerga pequenos roedores quando está voando a 5 mil metros de altura | [ 30 ] |        |
| Animal com a melhor visão noturna                     | Coruja                                                                          |                                                                      |                       | Enxerga um ratinho a mais de 80 metros de distância — e isso numa noite sem lua! | [ 30 ] |        |
| Animal que enxerga mais cores                         | Tamarutaca (Squilla mantis)                                                     |                                                                      |                       | Este tipo de camarão capaz de enxergar uma gama de cores muito maior que a observada pelo olho humano. Enquanto ele tem 12 tipos de cones, os humanos têm 3. | [ 30 ] |        |
| Cão com a maior língua                                | Puggy - cão da raça pequinês americano.                                         | Pequinês americano                                                   |                       | 11,4 cm |        |        |

## Longevidade Animal
| Critério                                | Recorde                                    | Nacionalidade  | Ano  | Detalhes                                                                                      | Ref    | Imagem |
| --------------------------------------- | ------------------------------------------ | -------------- | ---- | --------------------------------------------------------------------------------------------- | ------ | ------ |
| Organismo vivo mais velho do mundo      | Matusalém (árvore) (Pinus longaeva)        |                |      | Sua idade de 4842 anos faz dela o ser vivo conhecido não-clone mais velho do mundo.           |        |        |
| Maior período de vida                   | Baleia-da-Groenlândia (Balaena mysticetus) |                |      | Pode viver 210 anos. As tartarugas-das-Galápagos (Geochelone nigra) podem atingir os 150 anos | [ 31 ] |        |
| Gato com janus mais longevo da história | Frank e Louie                              | Estados Unidos | 2012 | 12 anos (morreu em 2014)                                                                      | [ 32 ] |        |

## Dinossauros
| Critério                                             | Recorde                                             | Nacionalidade | Ano | Detalhes | Ref           | Imagem |
| ---------------------------------------------------- | --------------------------------------------------- | ------------- | --- | --- | ------------- | ------ |
| Dinossauro mais veloz                                | Estrutiomimo (Struthiomimus altus)                  |               |     | 50–80 km/h. | [ 33 ]        |        |
| Dinossauro mais alto                                 | Sauroposeidon (Sauroposeidon proteles)              |               |     | Chegava a impressionantes 27 metros de altura para um peso de 65 toneladas.                                    | [ 34 ]        |        |
| Maior dinossauro de penas                            | Yutyrannus huali                                    |               |     | Nove metros de comprimento e 1.400 quilos.                                                                     | [ 35 ]        |        |
| Maior terópode                                       | Espinossauro (Spinosaurus aegyptiacus)              |               |     | Media até 18 metros de comprimento e pesava algo entre 7 e 20 toneladas.                                       | [ 36 ] [ 37 ] |        |
| Menor dinossauro                                     | Epidexipteryx hui                                   |               |     | 25–30 cm de comprimento.                                                                                       | [ 38 ]        |        |
| Dinossauro mais longo                                | Argentinossauro (Argentinosaurus huinculensis)      |               |     | Ultrapassava os 35 m de comprimento.                                                                           | [ 39 ]        |        |
| Dinossauro mais pesado de todos                      | Argentinossauro (Argentinosaurus huinculensis)      |               |     | Comprimento quando adulto é estimado entre 30 a 35 metros, e o peso, entre 60 e 88 toneladas.                  | [ 40 ]        |        |
| Dinossauro com o maior cérebro proporcional ao corpo | Troodonte (Troodon formosus)                        |               |     | Alguns especialistas acreditam que sua inteligência poderia ser comparada à de um cão atual.                   | [ 41 ]        |        |
| Menor cérebro proporcional ao corpo                  | Estegossauro (Stegosaurus armatus)                  |               |     | Com suas 5 toneladas de peso e quase 10 metros de comprimento, e cérebro do tamanho de uma noz.                | [ 42 ]        |        |
| Maior crânio                                         | Pentaceratops (Pentaceratops sternbergi)            |               |     | Se estendia 3,2 metros corpo afora.                                                                            | [ 43 ]        |        |
| Dinossauro com o crânio mais espesso                 | Paquicefalossauro (Pachycephalosaurus wyomingensis) |               |     | Crânio de 25 cm de espessura.                                                                                  | [ 44 ]        |        |
| Dinossauro com mais dentes                           | Hadrossauro (Hadrosaurus foulkii)                   |               |     | Arcada de 960 presas                                                                                           | [ 45 ]        |        |
| Maior cauda proporcional ao corpo                    | Diplodoco (Diplodocus sp.)                          |               |     | Dos seus 27 metros de comprimento, quase 14 metros correspondiam à cauda.                                      | [ 46 ]        |        |
| Maior pescoço proporcional ao corpo                  | Mamenquissauro (Mamenchisaurus sp.)                 |               |     | Com quase 25 metros de comprimento total, tinha um pescoço de mais de 11 metros.                               | [ 47 ]        |        |
| Dinossauro com as maiores garras                     | Terizinossauro (Therizinosaurus cheloniformis)      |               |     | Tinha garras de até 76 cm.                                                                                     | [ 48 ]        |        |
| Dinossauro com os maiores braços                     | Deinocheirus mirificus                              |               |     | Cerca de 2,6 metros de comprimento.                                                                            | [ 49 ]        |        |
| Melhor olfato                                        | Tiranossauro (Tyrannosaurus rex)                    |               |     | Acredita-se que ele poderia farejar sua próxima refeição a mais de 16 km!                                      | [ 50 ]        |        |
| Melhor visão                                         | Troodonte (Troodon formosus)                        |               |     | Tinha alta capacidade de enxergar pequenos animais à noite.                                                    | [ 51 ]        |        |
| Dinossauro com maior difusão pelo globo terrestre    | Iguanodonte (Iguanodon sp.)                         |               |     | Seus restos já foram encontrados na América do Norte, África, Ásia, Europa e América do Sul, incluindo Brasil. | [ 52 ]        |        |

## Plantas/Agricultura
|                                             | Nome                                      | País em que é encontrada(o)    | Ano | Detalhes | Ref    | Imagem |
| ------------------------------------------- | ----------------------------------------- | ------------------------------ | --- | --- | ------ | ------ |
| Maior planta carnívora                      | Nepenthes rajah                           |                                |     | chegam a meio metro de altura e costumam devorar apenas moscas                                                           | [ 53 ] |        |
| Maior planta                                | Sequoia-gigante (Sequoiadendron gigantea) |                                |     | 94,9 metros de altura 8,98 metros de diâmetro                                                                            | [ 54 ] |        |
| Maior inflorecência                         | Flor-cadáver (Amorphophallus titanum)     | Sumatra                        |     | 2,74 metros altura. | [ 55 ] |        |
| Maior flor                                  | Rafflesia arnoldii                        | Sumatra                        |     | Popularmente conhecida como flor-monstro, já foram encontrados exemplares de até 1 metro de diâmetro, pesando 11 quilos! | [ 56 ] |        |
| Menor flor                                  | Wolffia angusta                           |                                |     | uma dezena destas plantas caberia facilmente na cabeça de um alfinete                                                    | [ 57 ] |        |
| Menor angisoperma (planta com flor) em peso | Utricularia biovularioides                |                                |     | | [ 58 ] |        |
| Maior planta-aquática                       | Vitória-régia                             | típica da região amazônica     |     | | [ 59 ] |        |
| Maior fruta                                 | Jaca                                      |                                |     | Chegam a 80 quilos de peso e até 36 centímetros de comprimento e 20 polegadas de diâmetro.                               |        |        |
| Maior fruto/semente do mundo                | Coco-do-mar                               | Praslin (Seychelles)           |     | |        |        |
| Menor semente do mundo                      | Orquídea Epífita                          | Florestas tropicais Costa Rica |     | Cada semente é do tamanho de um grão de poeira, medindo 85 micrometros (ou 0,085 milimetros).                            | [ 60 ] |        |
| Pimenta mais ardida do mundo                | Bhut Jolokia                              |                                |     | mais de 1 Milhão SHUs, quase o dobro da 2a colocada (Red Savina), que tem uma medida simples de 577.000 SHUs.            | [ 61 ] |        |
| Maçã mais pesada                            |                                           |                                |     | 1,849 kg (de Chisato Iwasaki)                                                                                            | [ 62 ] |        |
| Limão mais pesado                           |                                           |                                |     | 5,265 kg (de Aharon Shemoel)                                                                                             |        |        |
| Fruto mais "light"                          | Pepino                                    | Índia                          |     | apenas 16 calorias para cada cem gramas                                                                                  |        |        |
| Trevo com maior número de folhas            |                                           | Japão                          |     | 21 folhas (encontrado por Shigeo Obara)                                                                                  | [ 63 ] |        |
| Mais amplo cultivo agrícola não alimentício | Tabaco                                    | Fernando Cigarro               |     | | [ 64 ] |        |